# Cervignano del Friuli
Cervignano del Friuli este o comună din provincia Udine, regiunea Friuli-Veneția Giulia, Italia, cu o populație de 13.573 locuitori (1 ianuarie 2023) și o suprafață de 29,17 km². Până în 1918 a aparținut de Litoralul austriac al Austro-Ungariei.

## Demografie
Cervignano del Friuli - evoluția demografică

|  | Graficele sunt indisponibile din cauza unor probleme tehnice. Mai multe informații se găsesc la Phabricator și la wiki-ul MediaWiki. |

Date: Recensăminte sau birourile de statistică - grafică realizată de Wikipedia